# Visiedo
Visiedo község Spanyolországban, Teruel tartományban. Visiedo Alfambra, Camañas, Aguatón, Argente, Lidón, Pancrudo, Rillo és Perales del Alfambra községekkel határos. Lakosainak száma 131 fő (2024).

## Népesség
A település népessége az utóbbi években az alábbiak szerint változott:
| Lakosok száma | 199  | 188  | 157  | 154  | 145  | 137  | 135  | 119  | 118  | 131  |
|               | 2001 | 2004 | 2007 | 2009 | 2012 | 2014 | 2017 | 2019 | 2022 | 2024 |